# 周春
周 春（しゅう しゅん、Zhou Chun、? - 1864年）は、太平天国の指導者の一人。天地会出身。

## 略歴
広東省広州府番禺県出身。1841年、三元里事件に参加。1854年、李文茂らと蜂起して広州を包囲するが失敗し、北上して韶州を包囲した。1855年、湖南省を攻めのぼり、さらに江西省に入った。新昌で太平天国の石達開軍と会合し、その配下に属することとなった。1857年、石達開が天京を離脱すると、それに従って江西省・浙江省・福建省・湖南省・広西省を転戦した。1860年、譚星・陳栄・林彩新らとともに石達開軍から離脱し、広東省・江西省・福建省の省境で活動した。1861年、江西省で李世賢軍と合流し、浙江省に向かった。6月に武義を占領し、1年間にわたって保持した。この功で懐王に封ぜられた。1863年に李世賢に従って江蘇省に入ったが鎮江で清軍に阻まれた。1864年より李世賢・汪海洋に従って福建省と広東省東部を転戦するが、太平天国滅亡後自殺した。